# 自家不和合性 (植物)
自家不和合性（じかふわごうせい、英語:self-incompatibility, SI）は、被子植物において、ある個体の花粉が同じ個体の柱頭に受粉しても正常な種子を生成しない性質のこと。

## 概要
自家不和合性は、自殖（自家生殖）を防ぎ、新しい遺伝子型を作成する。地球上に被子植物が広がった成功の要因の一つであると考えられている。被子植物種の半分が自家不和合性であり、残り半分が自家和合性であると推定されている。
自家不和合性の植物では、遺伝子型が同一または類似した花粉が柱頭に到達しても、花粉の発芽・花粉管の伸長・胚珠の受精・受精胚の生育のいずれかの段階が停止し種子を形成しない。雌蕊と花粉との間の自己認識作用によって起こる事象であり、その自己認識が起きる部位は、柱頭上（アブラナ科・キク科）、花柱内（ナス科・バラ科・マメ科）、子房内（アカシア・シャクナゲ・カカオ）など植物の種類によりことな。
一般的に両性花で観察されるが、クリ・ヘーゼルナッツなどの雌雄同株異花などでも観察される。
最も良く研究がなされている自家不和合性のメカニズムは、花柱での花粉の発芽阻害および花粉管伸長の阻害によって作用する。これらはタンパク質とタンパク質の相互作用に基づき、一般的にはSと表記される一つの遺伝子座で制御され、その遺伝子座には多種類の対立遺伝子がある。自家不和合性は、全体として類似の組織間反応あるいは類似の遺伝様式に見えるが、独立に進化した異なった細胞内物質に基づくメカニズムを総括したものである。したがって、それぞれのメカニズムにはそれぞれ特有の遺伝子が関係している。
S遺伝子座は2種類の基本となるタンパク質（それぞれ雌蕊と葯・花粉で発現し、雌性決定要素と雄性決定要素と呼ばれる）をコードする領域を含む。この2つのコード領域は遺伝的に連鎖しており、1つのユニットとして受け継がれる。このユニットは、その他にも自家不和合性に関連するDNA塩基配列を含んでおり、Sハプロタイプと呼ばれる。同一植物種のSハプロタイプにおいても、内部のタンパク質コード領域の配列順・方向に違いがある例も報告されており、Sハプロタイプ内部での組換えが起こり難い要因の一つとされている。以降の記述においては、Sハプロタイプの意味で「S遺伝子・S対立遺伝子」、そのS遺伝子の染色体上の位置の意味で「S遺伝子座」の表記を用いる。
同じSハプロタイプに含まれる雌性決定要素と雄性決定要素の翻訳産物は、相互に作用することによって花粉発芽や花粉管伸長の阻害をする2種類のタンパク質である。それらは、自家不和合性反応を起こし、受精を防ぐ。しかし、異なるハプロタイプの雌性決定要素と雄性決定要素との間では、自家不和合性とならず、受精が起こる。以上は、自家不和合性の一般的なメカニズムを非常に単純化した説明である。植物種によっては、S遺伝子座は3つ以上の連鎖したタンパク質コード領域から構成されている。
一般的な自家不和合性は、配偶体型と胞子体型、または同形花型と異形花型に分けられる（下表）。
| \| 雄性決定要素の 発現核相 \| 花の形態 \| 作用分子 \| 植物タクソン* \| 植物の例 \| \| ----------------------- \| -------- \| ------------------------------------------------------------------ \| ---------------------------------- \| ------------------------ \| \| 配偶体(n) \| 同形花 \| SLF/SFB(雄性側) S-RNase(雌性側) \| ナス科 バラ科など \| ナシ リンゴ \| \| 配偶体(n) \| 同形花 \| 細胞膜局在レセプター (推定:雄性側) 低分子シグナル伝達物質 (雌性側) \| ケシ科 \| ヒナゲシ \| \| 胞子体(2n) \| 同形花 \| SCR(雄性側) SRK/SLG（雌性側） \| アブラナ科 \| ダイコン ハクサイ \| \| 胞子体(2n) \| 同形花 \| 不詳 \| ヒルガオ科 キク科など \| サツマイモ コスモス \| \| 胞子体(2n) \| 異形花 \| 不詳 \| サクラソウ科 カタバミ科 タデ科など \| サクラソウ カタバミ ソバ \| |          |                                                                    |                                    |                          |
| 事例が少ない潜在型・遅延作用型の自家不和合性は除外している。 |          |                                                                    |                                    |                          |
| * 同一タクソン内には自家不和合性と自家和合性の植物種が混在している。 |          |                                                                    |                                    |                          |
| 雄性決定要素の 発現核相 | 花の形態 | 作用分子                                                           | 植物タクソン*                      | 植物の例                 |
| 配偶体(n) | 同形花   | SLF/SFB(雄性側) S-RNase(雌性側)                                    | ナス科 バラ科など                  | ナシ リンゴ              |
| 配偶体(n) | 同形花   | 細胞膜局在レセプター (推定:雄性側) 低分子シグナル伝達物質 (雌性側) | ケシ科                             | ヒナゲシ                 |
| 胞子体(2n) | 同形花   | SCR(雄性側) SRK/SLG（雌性側）                                      | アブラナ科                         | ダイコン ハクサイ        |
| 胞子体(2n) | 同形花   | 不詳                                                               | ヒルガオ科 キク科など              | サツマイモ コスモス      |
| 胞子体(2n) | 異形花   | 不詳                                                               | サクラソウ科 カタバミ科 タデ科など | サクラソウ カタバミ ソバ |

## 配偶体型自家不和合性

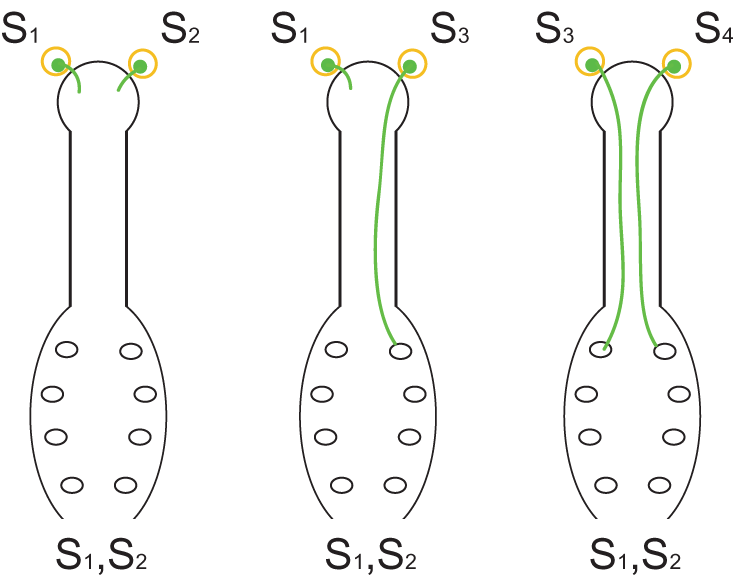
配偶体型自家不和合性の模式図
S_{1}-S_{4}は対立遺伝子の種類。雌蕊と異なる遺伝子型の花粉のみ受精できる。

配偶体型自家不和合性(gametophytic self-incompatibility, GSI)では、花粉の表現型は、花粉自体の半数性遺伝子型で決定される。これは比較的に良く見かける自家不和合性のタイプであり、ナス科・バラ科・オオバコ科・マメ科・アカバナ科・キキョウ科・ケシ科・イネ科で観察される。以下に、配偶体型自家不和合性について二つの異なったメカニズムについて詳細を記述する。
リボヌクレアーゼメカニズム
ナス科の配偶体型自家不和合性の雌性決定要素は、1989年に発見された。引き続いて、バラ科・オオバコ科でも同じ遺伝子族のタンパク質が見つかった。早い時期から、これら遠縁の科における配偶体型自家不和合性の共通祖先が想定されていたが、系統学的研究および共通の雄性決定要素(SLF:S-locus F-box, SFB:S haplotype-specific Fbox protein）の発見によってそれらの相同性が明確になった。このメカニズムは約9,000万年前に生じ、全被子植物の約半数に影響を与えている祖先的な性質である。
このメカニズムでは、花粉管が花柱の約1/3の位置まで達したときに伸長停止が起きる。雌性決定要素であるリボヌクレアーゼ（S-RNase）は、雄性・雌性決定要素が同じハプロタイプの翻訳産物である場合に、花粉管内のリボソームRNA(rRNA)の分解をもたらし、花粉管伸長の阻害と花粉粒の致死を起こすのであろう。
SLF/SFBはF-ボックスタンパク質ファミリーの一種であると推定されている。F-ボックスタンパク質は一般的にユビキチンリガーゼとして機能する。SLF/SFBは、適合したS-RNase分子を認識し、RNaseをプロテアソームでの分解に送り込む事によって機能している可能性がある。
S-糖タンパク質メカニズム
S-糖タンパク質が自家不和合性に関与するメカニズムはヒナゲシで詳しく調べられている。このメカニズムでは、花粉成長は、柱頭に花粉が付着して数分以内に花粉発芽が妨げられる。
雌性決定要素は、柱頭で発現し細胞外へ分泌される分子量の小さいタンパク質である。雄性決定要素は同定されてはいないが、おそらくはある種の細胞膜に局在するレセプターであろう。雄性および雌性決定要素の相互作用は、花粉管への細胞間シグナル伝達を決定し、結果として花粉管へのカルシウム陽イオンの流入を起こす。これは花粉管の伸長にとって重要である花粉管の細胞内カルシウムイオン濃度勾配に影響を与える。カルシウムイオンの流入は1-2分のうちに花粉管の伸長を阻害する。この段階では花粉抑制は可逆的であり、ある種の操作によって伸長を再開し、胚珠の受精を行わせることもできる。
引き続いて、花粉管伸長に必要なピロリン酸化酵素であるp26サイトゾルタンパク質が、リン酸化によって不活性化される。おそらく、そのリン酸化はp26のタンパク質の組み立てを阻止することになる。花粉管細胞の骨格において、アクチンフィラメントの脱重合反応および再構築が起きる。受粉から10分以内に、花粉は死に至る過程に向かう。3-4時間経過後に、花粉のDNAの断片化が始まり、最終的（10-14時間後）には花粉の細胞はアポトーシス的に死ぬ。

## 胞子体型自家不和合性

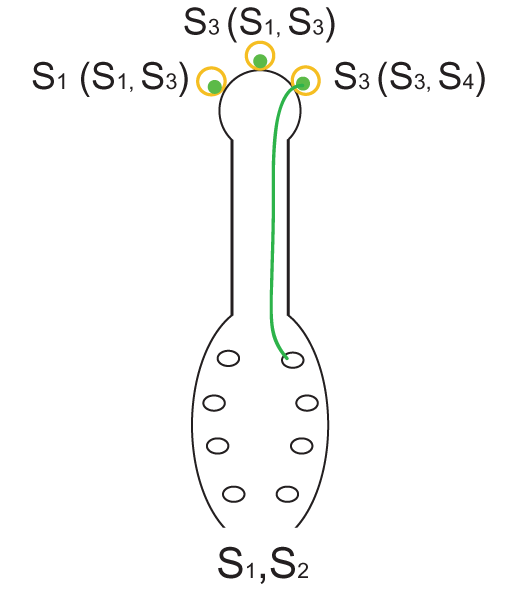
胞子体型自家不和合性の模式図
S_{1}-S_{4}は対立遺伝子の種類。括弧の中は葯・雄蕊の表現型かつ遺伝子型（共優性）。左の花粉は遺伝子型S_{1}・表現型S_{1}S_{3}を持っており、遺伝子型S_{1}S_{2}の柱頭では発芽できない。中央の花粉は遺伝子型S_{3}・表現型S_{1}S_{3}を持っており、これも遺伝子型S_{1}S_{2}の柱頭では発芽できない。右の花粉は、遺伝子型S_{3}・表現型S_{3}S_{4}であり発芽・受精が可能である。
なおこれは、対立遺伝子が共優性の場合であり、優性-劣性関係にあるときは、雄性・雌性決定要素の相互作用が異なり、劣性表現型花粉と優性表現型雌性器官（柱頭・花柱・胚珠）の間での受精が行われる。

胞子体型自家不和合性(sporophytic self-incompatibility, SSI)では、花粉の表現型は、それがつくられた葯（胞子体）の二倍性遺伝子型で決定される。このタイプの自家不和合性は、アブラナ科・キク科・ヒルガオ科・カバノキ科・ナデシコ科・アオギリ科・ハナシノブ科で確認されている。胞子体型自家不和合性のメカニズムのうち1種類のみについて、アブラナ科アブラナ属で分子レベルの詳細が判明してきた。
胞子体型自家不和合性が二倍性遺伝子型で決定されるので、雄蕊と雌蕊では各々2つの異なる対立遺伝子（つまり2種類ずつの雄性および雌性決定要素）の翻訳産物が発現する。対になる対立遺伝子の間には優性-劣性関係がしばしば存在し、和合性/自家不和合性の複雑なパターンができる。これら優性-劣性関係は、S遺伝子座の劣性遺伝子ホモ接合型個体が生まれる元になっている。
S対立遺伝子のすべてが共優性である集団と比較すると、S対立遺伝子に優性-劣性関係がある集団は、個体間の和合性交配の機会を増やす。S遺伝子座にある劣性および優性対立遺伝子の比率は、劣性遺伝子による生殖での保険（リスクヘッジ）と優性遺伝子による自殖回避の動的平衡を反映している。
アブラナ属の自家不和合性メカニズム
前述のように花粉の自家不和合性表現型は葯の二倍性遺伝子型で決定されるため、アブラナ属植物の花粉外被（葯のタペート組織に由来する）には2種類の雄性決定要素の翻訳産物がある。これらは低分子量でシステイン残基を多く含むタンパク質であり、システイン残基は対立遺伝子間で保存されているが、同時にシステイン残基以外のアミノ酸残基は対立遺伝子によって大きく異なっている。この雄性決定要素はSCR(S locus cystein-rich protein)またはSP11と呼ばれており、胞子体である葯タペート組織で発現する。
アブラナ属の雌性決定要素は、細胞内キナーゼドメインと可変細胞外ドメインを持つSRK(S receptor kinase)と呼ばれる細胞膜貫通型タンパク質である。SRKは柱頭で発現し、花粉外被のSCR/SP11タンパク質に対するレセプターとして機能すると考えられている。もう一つの柱頭タンパク質SLG(S locus glycoprotein)は、SRKタンパク質と非常に類似した塩基配列を持っており、共同レセプターとして機能して自家不和合性反応を拡大するようである。
アブラナ属のSハプロタイプには100種類に及ぶ多型があると考えられており、それらの優性-劣性関係には序列がある。葯側SCR(SP11)の優性-劣性関係は、柱頭側SRKの発現の優性-劣性関係とは一致しない。またSCRの優劣関係はヘテロ接合型になるS対立遺伝子の組み合せによって、劣性となる方のSCRプロモーター領域のメチル化によってエピジェネティックな制御を受けている。
SRKとSCR/SP11の相互作用は、SRK細胞内キナーゼドメインの自己リン酸化を行い、あるシグナルを柱頭の乳頭細胞に伝導する。自家不和合性反応に必要なもう一つのタンパク質は、細胞内部側から細胞膜へシグナルを伝えるMLPK（M-locus protein kinase, ある種のセリン／トレオニンキナーゼ）である。受精を抑制する最終的な細胞内・分子的事象の下流の詳細は、充分には判明していない。

## 他の自家不和合性
以下のメカニズムは、事例が豊富ではなく、科学研究においての注目も限られている。したがって、いまだに知見は不十分である。

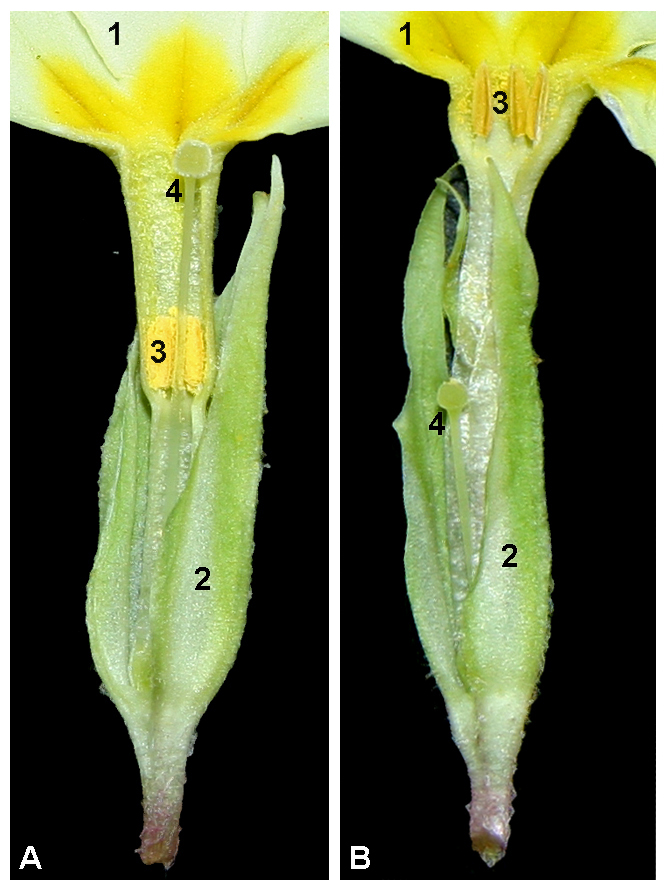
異形花柱花の例 Primula vulgaris
サクラソウ属における二形花性。それぞれ別の個体から採取。異形花柱花を持つ植物は異型接合性を増加させる。(1)花弁, (2)萼片, (3)雄蕊（葯部分）, (4)雌蕊（柱頭部分）

異形花型自家不和合性
異形花柱花には、前述したものと異なる自家不和合性メカニズムが存在し、それを異形花型自家不和合性(heteromorphic self-incompatibility)と呼ぶ。このメカニズムは、より一般的な同形花型自家不和合性(homomorphic self-incompatibility)のメカニズムとは進化的な関係はないであろう。
ほとんど全ての異形花柱性タクサは、ある程度は自家不和合性の傾向を持っている。異形花柱花の自家不和合性に対応する遺伝子座は、花の形態の多型に対応する遺伝子座と強く連鎖しており、これらの形質は共に遺伝する。二形花性は二つの対立遺伝子を持つ単一遺伝子座で決定され、三形花性はそれぞれ2つの対立遺伝子を持つ2つの遺伝子座で決定される。異形花型自家不和合性は胞子体型であり、つまり花粉を作る植物が持つ2つの対立遺伝子が、花粉の自家不和合性反応を決定する。自家不和合性遺伝子座は、花粉でも雌蕊でも一方が他方に対して優性を示す対立遺伝子2種類のみを、常に含む。自家不和合性対立遺伝子の変異は、花の形態の変異に対応している。したがって、一つの形態の花の花粉は、もう一つの形態の花の雌蕊のみで可稔（受精可能）となる。三形花では、各々の花は2種類の雄蕊を持つ。その形態が異なる雄蕊がつける花粉は、3種類の形態の花のうち1種類の形態のみを受精させることができる。
二形花性植物の集団は、ss（劣性ホモ接合型）とSs（ヘテロ接合型）で示される2種類の自家不和合性遺伝子型だけを含む。受精はそれら遺伝子型相互間だけで可能であり、各々の遺伝子型それ自体は自家生殖できない。この制限のため2つの遺伝子型の比率は 1:1に維持されており、それらの遺伝子型の植物は、普通は空間的には無作為に散らばっている。三形花性植物は、S遺伝子座に加えて、2つの対立遺伝子を持つM遺伝子座を持つ。可能となる遺伝子型の数はより多くなるが、それぞれの不和合性タイプの個体数の比率は 1:1に保たれている。
潜在型自家不和合性
潜在型自家不和合性(cryptic self-incompatibility, CSI)は、限られた数の分類群（たとえばナデシコ科Silene vulgarisのCSI現象）にしかない。このメカニズムでは、同じ柱頭に付着した外部花粉と自己花粉が同時に存在することにより、自己花粉によるものより多くの種子が外部花粉の受精によって得られる。しかしながら、「完全な」あるいは「絶対的な」自家不和合性と比較すると、CSIにおいては、競合する外部花粉がない場合は自家受粉が行われ、その後の自家受精によって種子が形成される。このように外部花粉がない場合にも生殖は確保される。少なくともある種の植物では、CSIは花粉管伸長の際に働き、外部花粉の花粉管伸長を自己花粉のものより速める。CSIの分子生物学的メカニズムは不詳である。
CSI反応の強さは、同じ量の外部花粉と自己花粉を柱頭に置いたとき、他家受精・自家受精する胚珠の比率として定義できる。これまで判明している分類群において、この比率の幅は3.2から11.5の間である。
遅延作用型自家不和合性
遅延作用型自家不和合性(Late-acting self-incompatibility, LSI)は、子房の自家不和合性(ovarian self-incompatibility, OSI)とも呼ばれる。このメカニズムでは、自己花粉は発芽し胚珠に達するが、結実しない。LSIは、受精より前（例えばスイセン属のNarcissus triandrusでの花粉管が到達する前に起きる胚嚢の崩壊）であったり、受精より後（例えばノウゼンカズラ科のSpathodea campanulataやキョウチクトウ科Asclepias属のある生物種に見られる接合子または胚の奇形）であったりする。
異なった分類群間のLSIおよび一般的なLSIメカニズムの存在は、科学的な議論が必要である。「種子形成阻害は、自家受精の直接の結果（近交弱勢）である遺伝的な障害（劣性致死遺伝子のホモ接合）である」との批評もある。一方で、「近交弱勢現象とある種のLSIの事例を区分するいくつかの基本的な判断基準が存在する」との肯定的意見もある。

## 自家不和合性の打破
通常の交配では、自家不和合性植物の類似遺伝子型個体間の交配種子は得られないが、育種などで行われる人為交配（人工授粉）では自家不和合性を打破する手法が用いられる。未開花の蕾において未熟な雌蕊に対して交配を行う「蕾受粉」、開花後時間が経った花に行う「老花受粉」などが代表例である。蕾受粉においては、未熟な柱頭では雌性決定要素のタンパク質の蓄積が少ないため、自家不和合性を打破できると考えられている。その他に、不和合性組み合せの受粉後に、柱頭を体積比 3-6%の二酸化炭素を含む気体に曝すことによっても自家不和合性が打破できる。また、本来は自家不和合性である植物において、突然変異によって和合性系統を作出することも行われている。